# Orgelbau Pieringer

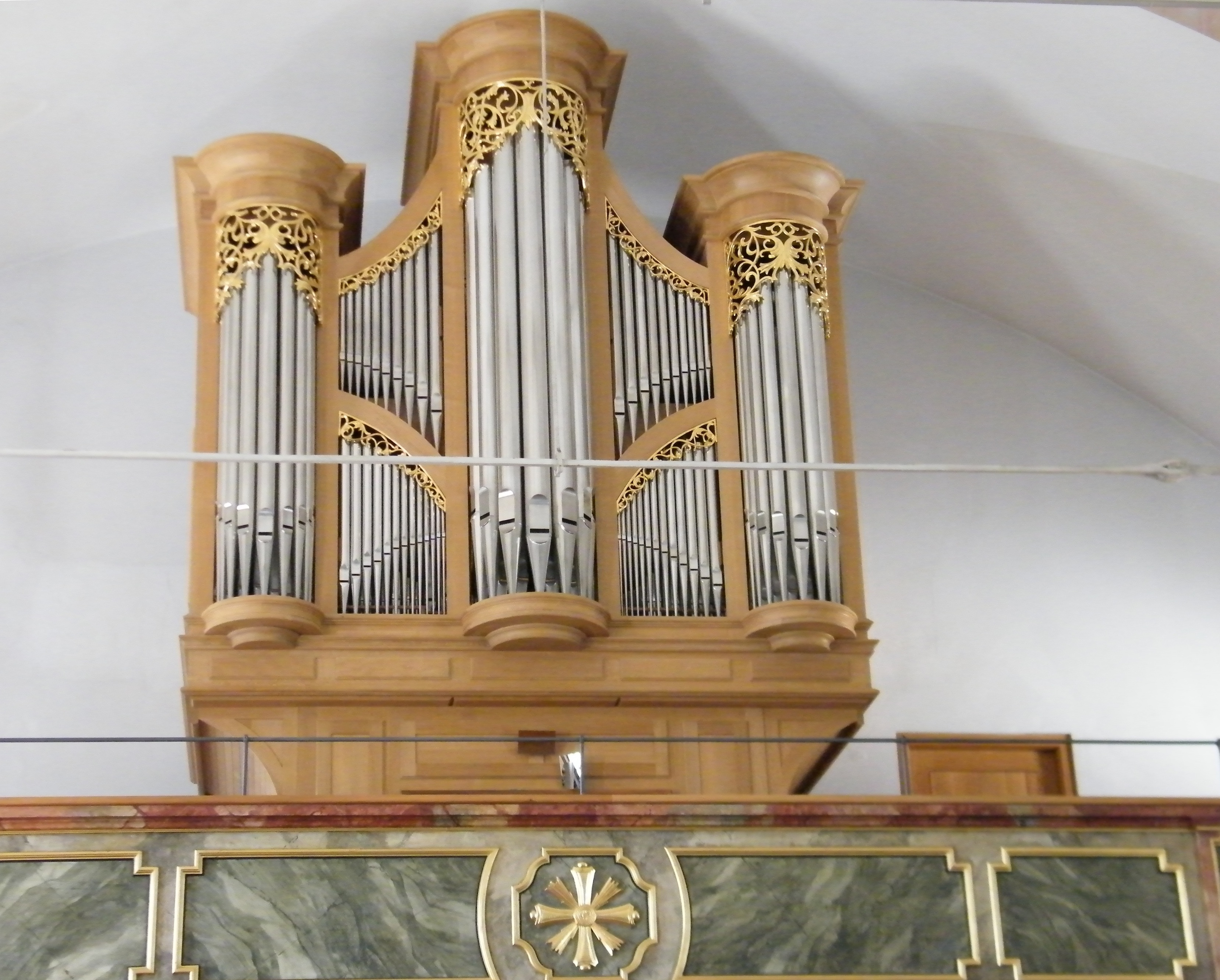
Pfarrkirche Hallwang

Orgelbau Pieringer ist ein österreichisches Orgelbauunternehmen mit Sitz in Stadt Haag in Niederösterreich. Gründer und Inhaber des Unternehmens ist Haager Orgelbaumeister Johann Pieringer. Dieses renommierte Orgelbauunternehmen ist seit 25 Jahren in Österreich, Deutschland und Kroatien tätig und ist Mitglied der International Society of Organbuilders.

## Geschichte
Nach der abgeschlossenen Berufsausbildung als Orgelbauer in einem Meisterbetrieb in St. Florian (Oberösterreich) und erfolgreich abgelegter Lehrabschlussprüfung (1982) als auch Meisterprüfung (1989) für das Orgelbaugewerbe, hat sich Johann Pieringer 1996 selbstständig gemacht und seine Orgelwerkstatt in Stadt Haag gegründet. 2003 wurde die neue Werkstätte in Haag errichtet und der Firmensitz von der Johannesgasse nach Holzleiten verlegt.
Die Hauptbeschäftigung der Firma Orgelbau Pieringer ist der Neubau von Truhen-, Haus-, Konzert- und Kirchenorgeln in der klassisch-mechanischen Bauart. Zu anderen Leistungen der Firma gehören auch Reinigungen und Umbau, Restaurierungen historischer Orgeln, Intonation und Stimmung angepasst dem Raum und dem Stil der Orgel, Wartung, Orgel Umstellung und Transport sowie Harmonium-Reparaturen. Das Unternehmen ist hauptsächlich in ganz Österreich tätig, hat aber auch einige bedeutende Projekte in Deutschland und Kroatien realisiert, wie den Bau der Orgel in der Chorkapelle des Frauenchiemsee-Klosters, der Orgel in der Kapelle der Gesellschaft der Schwestern Unserer Lieben Frau in Zagreb und die Orgel in der Pfarrkirche Unserer Lieben Frau von Loreto in Zadar.

## Werkliste (Auswahl)
P = Pedalklaviatur
| Ort                 | Gebäude                                            | Jahr | Bild | Manuale | Register | Bemerkungen |
| ------------------- | -------------------------------------------------- | ---- | ---- | ------- | -------- | --- |
| Gliwice             | Diözesanmusikschule, Saal 214                      | 1997 |      | II/P    | 16       | |
| Kematen an der Ybbs | Pfarrkirche Kematen an der Ybbs                    | 2000 |      | II/P    | 13       | |
| Raiding             | Pfarrkirche Raiding                                | 2002 |      | II/P    | 14       | |
| Zeillern            | Pfarrkirche Zeillern                               | 2003 |      | II/P    | 21       | Die ursprünglich von Johann Lachmayr 1906 errichtete und 1961 von Paul Heer umgebaute Orgel wurde im Jahr 2003 durch ein neues, in das Originalgehäuse eingebautes Instrument ersetzt.                                                                 |
| Hallwang            | Pfarrkirche Hallwang                               | 2005 |      | II/P    | 19       | |
| Matzleinsdorf       | Pfarrkirche                                        | 2006 |      | II/P    | 12       | |
| St. Marien          | Pfarrkirche St. Marien                             | 2008 |      | II/P    | 15       | In das bestehende Gehäuse aus dem Jahre 1828, welches holztechnisch generalrestauriert wurde, ist ein rein mechanisches Orgelwerk eingebaut. |
| Liefering           | Pfarrkirche zu den hll. Aposteln Petrus und Paulus | 2009 |      | II/P    | 15       | |
| Scheibbs            | Klosterkirche St. Barbara                          | 2010 |      | III/P   | 17       | Die neue rein mechanisch gesteuerte Orgel fand im historischen Gehäuse von Max Jakob Platz. Fehlende Dächer wurden ebenso ergänzt wie teils zerschnittene Türen im Unterkasten. Das erste Manual dient als Koppelmanual und hat keine eigenen Stimmen. |
| Ybbs an der Donau   | Pfarrkirche zum hl. Laurentius                     | 2012 |      | III/P   | 30       | Die Barockorgel wurde 1723 von Bartholomäus Heintzler nach dem Stadtbrand 1716 gefertigt. Von 2009 bis 2012 erfolgte de facto ein Neubau der Orgel im bestehenden Gehäuse durch Orgelbau Pieringer                                                     |
| Wolfern             | Pfarrkirche Wolfern                                | 2014 |      | II/P    | 20       | |
| Leithaprodersdorf   | Pfarrkirche Leithaprodersdorf                      | 2017 |      | II/P    | 16       | |
| Bad Vöslau          | Katholische Pfarrkirche Bad Vöslau                 | 2018 |      | II/P    | 18       | Gehäuse Josef Ullmann aus 1870 |
| Bjelovar-Kroatien   | Kathedrale                                         | 2023 |      | III/P   | 32       | Orgelgehäuse aus 1901 von Gebrüder Rieger, Jägerndorf, Ergänzung um ein Rückpositiv |

## Restaurierungen (Auswahl)
| Jahr    | Ort                         | Gebäude                                     | Bild | Manuale | Register | Bemerkungen                                                        |
| ------- | --------------------------- | ------------------------------------------- | ---- | ------- | -------- | ------------------------------------------------------------------ |
| 2000    | Großgmain                   | Pfarrkirche Großgmain                       |      | II/P    | 17       | Restaurierung und späte Vollendung der Ludwig-Mooser-Orgel → Orgel |
| 2004    | Kirchental                  | Wallfahrtskirche Maria Kirchental           |      | I/P     | 12       | Restaurierung der Orgel aus 1858 von Matthäus Mauracher d. Ä.      |
| 2005    | Bruck an der Glocknerstraße | Pfarrkirche Bruck an der Großglocknerstraße |      | II/P    | 16       | Restaurierung der Orgel aus 1890 von Albert Mauracher              |
| 2012    | Heiligenblut am Jauerling   | Wallfahrtskirche                            |      | I/P     | 10       | Restaurierung der Orgel aus 1837 von Franz Horak                   |
| 2014    | Wals-Siezenheim             | Pfarrkirche Siezenheim                      |      | II/P    | 12       | Restaurierung der Orgel aus 1905 von Albert Mauracher              |
| 2016    | Biberbach                   | Pfarrkirche Biberbach                       |      | II/P    | 11       | Restaurierung der Orgel aus 1915 von Johann Lachmayr               |
| 2018/19 | St. Martin am Ybbsfelde     | Pfarrkirche St. Martin am Ybbsfelde         |      | II/P    | 13       | Restaurierung der Orgel aus 1882 von Franz Strommer                |
| 2020    | Zöbing NÖ                   | Pfarrkirche Zöbing                          |      | I/P     | 9        | Restaurierung der Orgel aus 1890 von Franz Capek                   |
| 2022    | Gerolding                   | Pfarrkirche Gerolding                       |      | I/P     | 8        | Restaurierung der Orgel aus 1910 von Max Jakob                     |
| 2023    | Oed Markt                   | Pfarrkirche Oed Markt                       |      | II/P    | 18       | Reinigung der Orgel aus 1961 von Johann Pirchner                   |
|         | Puchenstuben                | Pfarrkirche Puchenstuben                    |      | I/P     | 7        | Restaurierung der Orgel von Max Jakob aus 2. Hälfte 19. Jhdt.      |
|         | Pöndorf                     | Pfarrkirche Pöndorf                         |      | II/P    | 14       | Restaurierung der Orgel von Hans Mertel aus 1912                   |
|         | Petzenkirchen               | Pfarrkirche Petzenkirchen                   |      | II/P    | 12       | Restaurierung der Orgel von Leopold Breinbauer aus 1889            |

## Auszeichnungen und Ehrungen
- 2007 – 3. Platz der „Ausbilder-Trophy 2007“ im Bereich Gewerbe und Handwerk.[4]
- 2007 – Nominierung zum „Adolf Loos Staatspreis Design“ für den »Klangwürfel«, ein Orgelprojekt in Zusammenarbeit mit dem Musiker und Grafikdesigner Michael Kitzinger.[25]
- 2014 – „Maecenas-Preis“ in der Kategorie Bestes Kultursponsoring „Klein- und Mittelbetriebe“ für die Finanzierung der Konzertreihe „Orgelkunst 2013“ in Ybbs an der Donau.[26][27][28]